# Kaiparapelta askewi
Kaiparapelta askewi är en snäckart som beskrevs av J. H. McLean och Harasewych 1995. Kaiparapelta askewi ingår i släktet Kaiparapelta och familjen Pseudococculinidae. Inga underarter finns listade i Catalogue of Life.